# カスタマバーコード
カスタマバーコード（英: Customer Bar Code）とは、郵便事業等で使用される、顧客が作成したバーコードである。郵便事業では、郵便物の宛先をバーコード化し郵便番号自動読取区分機での処理を効率化するために使われる。

## 日本の郵便

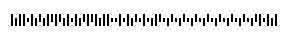
日本郵便のカスタマバーコード

郵便局内で印字される「局内バーコード」や「IDバーコード」とは異なり、差出人が事前に郵便物に印刷する必要がある。差出人はこれを印刷し、かつ一定の条件を満たすことにより料金の割引を受けることができる。
表示可能な文字
0〜9の数字、-（ハイフン）、8種類の制御コード（CC1〜CC8）。これらのコードを組み合わせることでA〜Zのアルファベットも表示することができる。
構成
カスタマバーコードのキャラクタは、幅5の中に黒線3本で構成される。ただし、スタートコード・ストップコードは幅3の中にロングバーとセミロングバー（下）の2本で構成される。アルファベットを表示するときは、制御コード+数字のように組み合わせる（AはCC1+0）。黒線は、ロングバー・セミロングバー（上）・セミロングバー（下）・タイミングバーの4種類で構成され、それぞれの長さの比率は3:2:2:1となる。キャラクタ間は幅1の白線で区切られる。
全体の構成
- 左余白
- スタートコード
- データ（郵便番号7桁+住所表示番号13桁まで）
- チェックデジット
- ストップコード

バーコード割引
第一種定形郵便物又は第二種郵便物で、機械処理が可能なようにバーコードを印字した郵便物は、一定の割引を受けることができる。差出時または事前にバーコードの品質検査を受ける必要がある。

## イギリスの郵便
イギリスではRM4SCCと呼ばれるバーコードシステムを採用している。
使用可能な文字
RM4SCCでは0〜9の数字とA〜Zのアルファベットを使用できる。
構成
RM4SCCではバーコードの長さは可変である。